# Třída Pondicherry
Třída Pondicherry byly oceánské minolovky  indického námořnictva. Jednalo se o zjednodušenou exportní verzi projektu 266ME odvozenou od sovětských minolovek Projektu 266M (v kódu NATO třída Natya). Celkem bylo ve dvou sériích po šesti postaveno celkem 12 jednotek této třídy. Obě dvě šestičlenné skupiny jsou někdy rozlišovány jako třída Pondicherry a třída Karwar. Vyřazeny byly do dubna 2019.

## Stavba
V letech 1978–1988 bylo do služby přijato celkem 12 minolovek této třídy.
Jednotky třídy Pondicherry:
| Jméno             | Spuštěna | Vstup do služby   | Status                    |
| ----------------- | -------- | ----------------- | ------------------------- |
| Pondicherry (M61) |          | 2. února 1978     | Vyřazena 2007.            |
| Porbander (M62)   |          | 19. prosince 1978 | Vyřazena 2007.            |
| Bedi (M63)        |          | 27. dubna 1979    | Vyřazena 2009.            |
| Bhavnagar (M64)   |          | 27. dubna 1979    | Vyřazena 2009.            |
| Alleppey (M65)    |          | 10. června 1980   | Vyřazena 2015.            |
| Ratnagiri (M66)   |          | 10. června 1980   | Vyřazena 2012.            |
| Karwar (M67)      |          | 14. července 1986 | Vyřazena 2017.            |
| Cannanore (M68)   |          | 17. prosince 1987 | Vyřazena 23. března 2018. |
| Cuddalore (M69)   |          | 29. října 1987    | Vyřazena 23. března 2018. |
| Kakinada (M70)    |          | 23. prosince 1986 | Vyřazena 2017.            |
| Kozhikode (M71)   |          | 19. prosince 1988 | Vyřazena 13. dubna 2019.  |
| Konkan (M72)      |          | 8. října 1988     | Vyřazena 23. března 2018. |

## Konstrukce

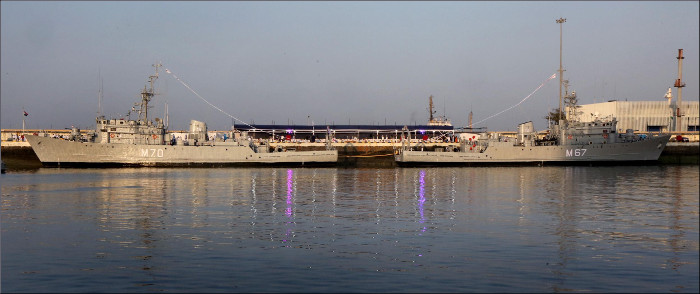
Minolovky INS Karwar a INS Kakinada

Hlavňovou výzbroj tvoří dva 30mm kanóny AK-306. K obraně proti napadení ze vzduchu slouží dvacet přenosných protiletadlových řízených kompletů 9K310 Igla-1. Plavidla dále nesou dva vrhače raketových hlubinných pum RBU-1200 a až osm min. Pohonný systém tvoří dva diesely, pohánějící dva lodní šrouby. Nejvyšší rychlost dosahuje 16 uzlů.